# 计克敏
计克敏（1914年9月—1991年8月5日），男，浙江嘉善人。中国教育家。中国民主促进会早期人物。

## 生平
1914年9月生于浙江省嘉善县天凝庄镇。父亲计凤翔是小学校长。
计克敏先后就读于凝溪小学、嘉善县立第四高级小学、嘉兴省立第二中学和省立杭州高级中学。1932年10月就读于浙江大学文理学院教育系。1936年8月毕业后担任重庆私立巴蜀初级中学教员兼生活指导员。1937年初回乡养病。1938年10月在湖南省凤凰县国民党党部做干事。同年12月，离开凤凰县而脱离国民党。其后在贵州铜仁、遵义、四川隆昌、重庆等地教书。1946年8月回乡，先后在杭州中正中学、上海私立达人中学、杭州师范学校任教。
1951年8月，经俞子夷和童友三介绍加入中国民主促进会。此后担任杭州师范学校教导主任、副校长，浙江省教育工会副主席，杭州市教育工会主席，杭州市总工会副主席等职务。1958年10月，调入中国民主促进会杭州市委员会，任专职副主委兼秘书长。此后历任民进浙江省第一届委员会秘书长 ，第二、三届副主委，民进第五届中央候补委员、第六届中央委员、第七届中央常委、民进中央参议委员会委员等职务。杭州市政协第一届委员会委员，第二、三届委员会常委兼副秘书长，第四届委员会副主席，杭州市第三、四、五、六届人大代表。
1988年9月，加入中国共产党。同年12月，成为中国民主促进会杭州市委员会名誉主任委员。
1991年8月5日在杭州病逝。